# Cyrtodactylus takouensis
Cyrtodactylus takouensis là một loài thằn lằn trong họ Gekkonidae. Loài này được Ngo & Bauer mô tả khoa học đầu tiên năm 2008.